# Winnezeele
Winnezeele é uma comuna francesa na região administrativa de Altos da França, no departamento do Norte. Estende-se por uma área de 15.54 km². Em 2010 a comuna tinha 1 330 habitantes (densidade: 85,6 hab./km²).